# نیومی سیمز
نیومی سیمز (انگلیسی: Naomi Sims؛ ۳۰ مارس ۱۹۴۸ – ۱ اوت ۲۰۰۹) یک مدل، نویسنده، و بازرگان اهل ایالات متحده آمریکا بود.